# Esteban (pel·lícula)
Esteban és una pel·lícula cubana dirigida per Jonal Cosculluela, amb guió d'Amilcar Salatti estrenada el 13 d'abril del 2016. És una coproducció entre RTV Comercial i Mediapro, amb la participació del segell discogràfic Colibrí i l'Asociación Hermanos Saíz. Ha guanyat diversos premis internacionals des de la seva estrena. La pel·lícula és protagonitzada per Yuliet Cruz i Reynaldo Guanche.

## Sinopsi
Esteban és un nen de 9 anys que descobreix per casualitat el seu talent innat per a la música. Malgrat les dificultats per a aconseguir el somni de convertir-se en músic, la seva perseverança transformarà el seu món i el dels qui l'envolten.

## Repartiment
- Reynaldo Guanche
- Yuliet Cruz
- Manuel Porto
- Raúl Pomares
- Corina Mestre
- Mónica Alonso
- Ismael Isaac

## Premis i reconeixements
- Premi Especial Caravel·la de Plata del Festival de Cinema Iberoamericà de Huelva en 2016.[2]
- 2017 Premi Cavall de Bronze del Festival Júnior d'Estocolm. Festival de Cinema Llatí de Chicago[3]
- 2017. IV edició dels Premis Platino: Cinema i Educació en Valors.[4]
- 2017. Premo del Públic del Festival de Cinema Llatí de Chicago.[5]